# Waldbredimus
Waldbredimus (luxembourgsk: Waldbriedemes) er en kommune og et byområde i Luxembourg. Kommunen, som har et areal på 12,57 km², ligger i kantonen Remich i distriktet Grevenmacher. I 2005 havde kommunen 853 indbyggere.
49°33′25″N 6°17′15″Ø / 49.5569°N 6.2875°Ø